# Най-бърз сериен автомобил
Това е списък на развитието на рекорда за най-бърз сериен автомобил, като условията за поставянето на този рекорд е автомобилът да бъде в серийно производство (не прототип) и да има разрешение за движение по обществени пътища (да не е състезателен автомобил за писта или да няма модификации).
Първият автомобил в света е и първият носител на рекорда – Бенц Патент Моторваген, който през 1886 г. развива 16 км/ч. Настоящият носител на рекорда, SSC Ултимейт Аеро ТТ, достига 412 км/ч през 2007 г.
| Година | Автомобил                      | Скорост | Скорост | Снимка | Коментар |
| Година | Автомобил                      | км/ч    | мили/ч  | Снимка | Коментар |
| ------ | ------------------------------ | ------- | ------- | ------ | --- |
| 1886   | Бенц Патент Моторваген         | 16      | 10      |        | Първият в света автомобил с разрешение за движение по обществени пътища. |
| 1886   | Даймлер Моторайзд Керидж       | 17,7    | 11      |        | |
| 1901   | Мерцедес 35hp                  | 72,4    | 45      |        | |
| 1903   | Мерцедес 60hp                  | 96      | 60      |        | |
| 1924   | Бентли 3 Литра SS              | 161     | 100     |        | От най-бързата спецификация на модела – SS, са произведени 18 екземпляра. |
| 1928   | Мерцедес-Бенц SSK              | 193     | 120     |        | Произведени са 38 екземпляра. |
| 1929   | Бентли 4,5 Литра Суперчарджван | 209,2   | 130     |        | Произведени са 50 екземпляра със суперчарджван двигател. |
| 1949   | Ягуар XK120                    | 213,4   | 132,6   |        | Рекордът е поставен на магистралата край Ябеке, Белгия, на 30 май. Автомобилът е с премахнато предно стъкло и монтирани аеродинамичен дефлектор на предната броня и покривало на мястото до шофьора. |
| 1953   | Пегасо Z-102                   | 244,6   | 152     |        | Рекордът е поставен на магистралата край Ябеке на 25 септември. Използван е моделът Z-102 Туринг BS/2.8 с единичен суперчарджър, защото двигателят на предвидения за рекорда Z-102 BSS/2.5 с двоен суперчарджър се разваля. |
| 1954   | Мерцедес-Бенц 300SL            | 260     | 161,5   |        | |
| 1962   | Ферари 250 GTO                 | 279     | 173.4   |        | 39 екземпляра, произведени заради хомологация. Всички са спортни автомобили, които имат разрешение за шофиране както на писта, така и на обществени пътища. |
| 1968   | Ферари Дейтона GTB/4           | 281,6   | 175     |        | |
| 1971   | Ламборгини Миура P400 SV       | 289,7   | 180     |        | |
| 1984   | Ферари 288 GTO                 | 304     | 189     |        | Произведени са 272 екземпляра с цел хомологация за нова серия състезания от клас Група Б на ФИА, но след отхвърлянето на идеята за този тип състезания почти всички остават само с модификация за шосейна употреба. |
| 1986   | Порше 959                      | 317     | 197     |        | Подобно на Ферари 288 GTO с цел хомологация за Група Б са произведени 292 екземпляра, но след това почти всички са продадени на богати клиенти. |
| 1987   | Ферари F40                     | 323,5   | 201     |        | Първият сериен автомобил, който минава границата от 200 мили/ч. |
| 1990   | Ламборгини Диабло              | 325     | 202     |        | |
| 1991   | Бугати ЕВ110 GT                | 342,8   | 213     |        | |
| 1992   | Бугати ЕВ110 SS                | 349     | 217     |        | |
| 1993   | Ягуар XJ220                    | 349,2   | 217     |        | Рекордът е поставен на тестовата писта в Нардо от Мартин Брандъл като за целта катализаторът е демонтиран. Серийната кола достига 344 км/ч или 213 мили/ч при мощност 549 hp. Не е ясно по какъв критерий от Гинес признават рекорда при положение, че махането на катализатора е модификация на колата. |
| 1995   | Макларън F1                    | 371,8   | 231     |        | Джонатан Палмър достига 371.8 км/ч на пистата в Нардо при заводското ограничение на оборотите, по-късно Марио Андрети постига същата скорост на тестове. На 31 март 1998 г. един от експерименталните прототипи на F1 достига 386,2 км/ч (240,1 мили/ч). |
| 2005   | Кьонигсег CCR                  | 387,9   | 241     |        | Рекордът е поставен на 28 февруари тестовата писта в Нардо от пилота Лорис Бикоки и проверен от Гинес. Трябва да се вземе под внимание фактът, че пистата е овална, а отклонението при движение в овал снижава значително реално постижимата максимална скорост. |
| 2005   | Бугати Вейрон                  | 408,47  | 253,81  |        | Рекордът е записан на 19 април на тестовата писта на Фолксваген Груп в Ера-Лесиен. |
| 2007   | SSC Ултимейт Аеро ТТ           | 412,28  | 256,18  |        | На 9 октомври рекордът, поставен на 13 септември е признат от официални представители на Гинес. За да бъде рекордът признат за официален според критериите на Гинес, автомобилът трябва да мине по тестовата отсечка, а след максимум един час да покрие трасето в обратна посока, за да се премахне влиянието на метеорологичните условия. Средната стойност на максималните скорости в двете посоки представлява максималната скорост на автомобила. При първото преминаване на трасето максималната скорост, която е отчетена е 414,31 км/ч (257,44 мили/ч), а при второто – 410,24 км/ч (254,91 мили/ч). Определената от тези параметри максимална скорост е 411,76 км/ч Автомобилът се задвижва от 6.4-литров, осемцилиндров мотор с два турбокомпресора и мощност от 1183 к.с. |
| 2010   | Бугати Вейрон 16.4 Super Sport | 431,072 | 267,856 |        | Рекордът е поставен от Пиер-Анри Рафанел с изключен ограничител на скоростта. За купувачите скоростта е ограничена на 415 km/h (258 mph). |
| 2017   | Кьонисег Агера RS              | 447,19  | 267,856 |        | Рекордът е поставен от Никлас Лиля през Ноември. Рекордът е проверен от независимата компания Рейслоджик, но не е потвърден от Гинес или друга организация свързана със световните рекорди. |